# Rolex Shanghai Masters 2023
Rolex Shanghai Masters 2023 byl tenisový turnaj na mužském profesionálním okruhu ATP Tour hraný na stadionu Čchi-čung v Min-changu. Dvanáctý ročník Shanghai Masters probíhal mezi 4. až 15. říjnem 2023 v nejlidnatějším čínském městě – Šanghaji, na dvorcích s tvrdým povrchem DecoTurf. V letech 2020–2022 byly čínské turnaje zrušeny pro proticovidová omezení.
Turnaj dotovaný 10  046 270 dolary patřil do kategorie ATP Tour Masters 1000. Nejvýše nasazeným singlistou se stal druhý tenista světa Carlos Alcaraz ze Španělska, jenž v osmifinále podlehl Grigoru Dimitrovovi. Jako poslední přímý účastník do hlavní singlové soutěže nastoupil Pavel Kotov figurující na 98. místě. V důsledku invaze Ruska na Ukrajinu na konci února 2022 řídící organizace tenisu ATP, WTA a ITF s grandslamy rozhodly, že ruští a běloruští tenisté mohli dále na okruzích startovat, ale do odvolání nikoli pod vlajkami Ruska a Běloruska.
Spolu s Rome Masters a Madrid Open byl na šanghajském turnaji v roce 2023 navýšen počet hráčů z 56 na 96 singlistů a ve čtyřhře na 32 párů. Délka turnaje tím byla prodloužena z osmi na dvanáct dní. Rovněž stadion Čchi-čung prošel inovací, aby si udržel pořadatelství v sérii Masters.
Sedmý singlový titul na okruhu ATP Tour a druhý v sérii Masters vybojoval 26letý Polák Hubert Hurkacz, který ve finále odvrátil mečbol. Čtyřhru ovládli Španěl Marcel Granollers s Argentincem Horaciem Zeballosem. Získali tak osmou společnou trofej a pátou párovou v sérii Masters.

## Rozdělení bodů a finančních odměn

### Rozdělení bodů
| Soutěž  | Soutěž      | vítězové | finalisté | semifinalisté | čtvrtfinalisté | 16 v kole | 32 v kole | 64 v kole | 96 v kole | Q  | Q2 | Q1 |
| ------- | ----------- | -------- | --------- | ------------- | -------------- | --------- | --------- | --------- | --------- | -- | -- | -- |
| dvouhra | [ 3 ] [ 9 ] | 1000     | 600       | 360           | 180            | 90        | 45        | 25        | 10        | 16 | 8  | 0  |
| čtyřhra | [ 10 ]      | 1000     | 600       | 360           | 180            | 90        | 0         | —         | —         | —  | —  | —  |

### Finanční odměny
| Soutěž                                | Soutěž      | vítězové    | finalisté | semifinalisté | čtvrtfinalisté | 16 v kole | 32 v kole | 64 v kole | 96 v kole | Q2      | Q1      |
| ------------------------------------- | ----------- | ----------- | --------- | ------------- | -------------- | --------- | --------- | --------- | --------- | ------- | ------- |
| dvouhra                               | [ 3 ] [ 9 ] | 1 262 220 $ | 662 360 $ | 352 635 $     | 184 465 $      | 96 955 $  | 55 770 $  | 30 855 $  | 18 660 $  | 9 440 $ | 5 150 $ |
| čtyřhra                               | [ 10 ]      | 436 730 $   | 231 660 $ | 123 550 $     | 62 630 $       | 33 460 $  | 18 020 $  | —         | —         | —       | —       |
| částka ve čtyřhrách je uvedena na pár |             |             |           |               |                |           |           |           |           |         |         |

## Mužská dvouhra

### Nasazení
| Stát                         | Hráč                        | ATP | Nasazení |
| ---------------------------- | --------------------------- | --- | -------- |
| Španělsko                    | Carlos Alcaraz              | 2.  | 1.       |
|                              | Daniil Medveděv             | 3.  | 2.       |
| Dánsko                       | Holger Rune                 | 5.  | 3.       |
| Řecko                        | Stefanos Tsitsipas          | 6.  | 4.       |
|                              | Andrej Rubljov              | 7.  | 5.       |
| Itálie                       | Jannik Sinner               | 4.  | 6.       |
| USA                          | Taylor Fritz                | 8.  | 7.       |
| Norsko                       | Casper Ruud                 | 9.  | 8.       |
| Německo                      | Alexander Zverev            | 10. | 9.       |
| USA                          | Frances Tiafoe              | 11. | 10.      |
| Austrálie                    | Alex de Minaur              | 12. | 11.      |
| USA                          | Tommy Paul                  | 13. | 12.      |
|                              | Karen Chačanov              | 14. | 13.      |
| Kanada                       | Félix Auger-Aliassime       | 15. | 14.      |
| Spojené království           | Cameron Norrie              | 16. | 15.      |
| Polsko                       | Hubert Hurkacz              | 17  | 16       |
| Itálie                       | Lorenzo Musetti             | 18. | 17.      |
| Bulharsko                    | Grigor Dimitrov             | 19. | 18.      |
| USA                          | Ben Shelton                 | 20. | 19.      |
| Argentina                    | Francisco Cerúndolo         | 21. | 20.      |
| Německo                      | Jan-Lennard Struff          | 27. | 21.      |
| Chile                        | Nicolás Jarry               | 22. | 22.      |
| Nizozemsko                   | Tallon Griekspoor           | 24. | 23.      |
| Španělsko                    | Alejandro Davidovich Fokina | 25. | 24.      |
| Argentina                    | Sebastián Báez              | 29. | 25.      |
| USA                          | Sebastian Korda             | 26. | 26.      |
| Česko                        | Jiří Lehečka                | 30. | 27.      |
| Argentina                    | Tomás Martín Etcheverry     | 31. | 28.      |
| USA                          | Christopher Eubanks         | 32. | 29.      |
| Spojené království           | Daniel Evans                | 33. | 30.      |
| Francie                      | Adrian Mannarino            | 23. | 31.      |
| Francie                      | Ugo Humbert                 | 34. | 32.      |
| Žebříček ATP k 2. říjnu 2023 |                             |     |          |

### Jiné formy účasti
Následující hráči obdrželi divokou kartu do hlavní soutěže:
- Fabio Fognini
- Pu Jün-čchao-kche-tche
- Diego Schwartzman
- Šang Ťün-čcheng
- Tche Ž'-ke-le

Následující hráči postoupili z kvalifikace:
- Térence Atmane
- Ceng Čchun-sin
- James Duckworth
- Rinky Hijikata
- Denis Jevsejev
- Aleksandar Kovacevic
- Michail Kukuškin
- Stefano Napolitano
- Philip Sekulic
- Dane Sweeny
- Sü Jü-siou
- Bejbit Žukajev

### Odhlášení
před zahájením turnaje
- Roberto Bautista Agut → nahradil jej  Fábián Marozsán
- Matteo Berrettini → nahradil jej Aslan Karacev
- Alexandr Bublik → nahradil jej  Cristian Garín
- Borna Ćorić  → nahradil jej Alexandr Ševčenko
- Novak Djoković → nahradil jej  Nuno Borges
- Dominik Koepfer → nahradil jej  Thanasi Kokkinakis
- Kei Nišikori → nahradil jej  Jaume Munar
- Milos Raonic  → nahradil jej  Josuke Watanuki
- Emil Ruusuvuori → nahradil jej  Taró Daniel
- Denis Shapovalov → nahradil jej  Alexandre Müller

## Mužská čtyřhra

### Nasazení
| Stát                                                                    | Hráč              | Stát               | Hráč                   | ATP | Nasazení |
| ----------------------------------------------------------------------- | ----------------- | ------------------ | ---------------------- | --- | -------- |
| Chorvatsko                                                              | Ivan Dodig        | USA                | Austin Krajicek        | 3.  | 1.       |
| Nizozemsko                                                              | Wesley Koolhof    | Spojené království | Neal Skupski           | 7.  | 2.       |
| USA                                                                     | Rajeev Ram        | Spojené království | Joe Salisbury          | 11. | 3.       |
| Indie                                                                   | Rohan Bopanna     | Austrálie          | Matthew Ebden          | 15. | 4.       |
| Argentina                                                               | Máximo González   | Argentina          | Andrés Molteni         | 19. | 5.       |
| Mexiko                                                                  | Santiago González | Francie            | Édouard Roger-Vasselin | 23. | 6.       |
| Španělsko                                                               | Marcel Granollers | Argentina          | Horacio Zeballos       | 28. | 7.       |
| Salvador                                                                | Marcelo Arévalo   | Nizozemsko         | Jean-Julien Rojer      | 32. | 8.       |
| Žebříček ATP k 25. září 2023; číslo je součtem umístění obou členů páru |                   |                    |                        |     |          |

### Jiné formy účasti
Následující páry obdržely divokou kartu do hlavní soutěže:
- Gonzalo Escobar /  Oleksandr Nedověsov
- Li Če /  Sun Fa-ťing
- Jannik Sinner /  Čang Č’-čen

### Odhlášení
před zahájením turnaje
- Hubert Hurkacz /  Mate Pavić → nahradili je  Hubert Hurkacz /  Ben Shelton
- Adrian Mannarino /  Fabrice Martin → nahradili je  Ugo Humbert /  Adrian Mannarino
- Marcelo Melo /  Alexander Zverev → nahradili je  Rafael Matos /  Marcelo Melo

## Přehled finále

### Mužská dvouhra
- Hubert Hurkacz vs. Andrej Rubljov, 6–3, 3–6, 7–6(10–8)

### Mužská čtyřhra
- Marcel Granollers /  Horacio Zeballos vs.  Rohan Bopanna /  Matthew Ebden, 5–7, 6–2, [10–7]